# Handtasche

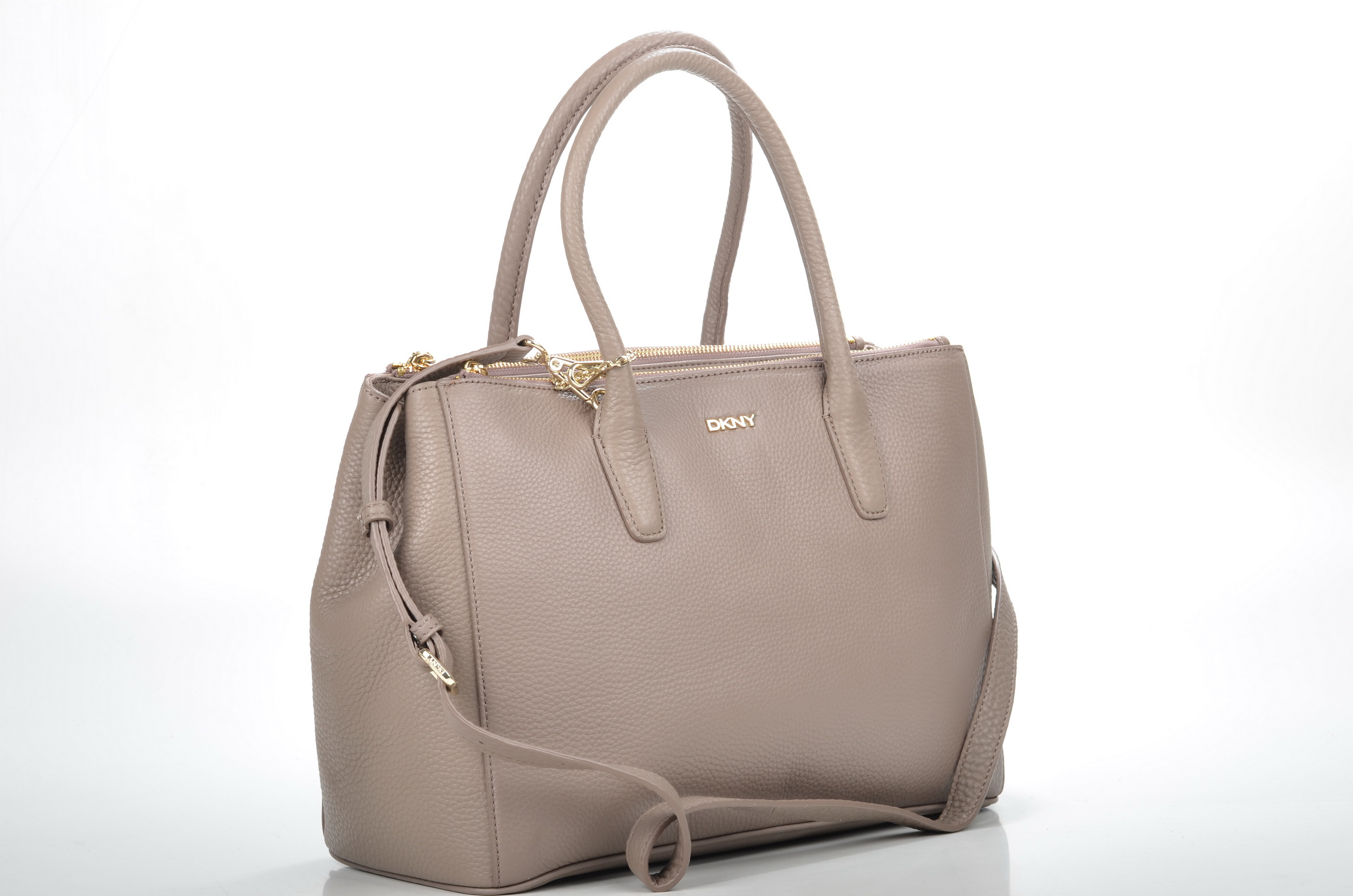
Handtasche mit Henkeln und Schulterriemen und einem Reißverschluss, 2015

Die Handtasche ist eine in der Hand oder mittels Henkel am Arm oder über der Schulter zu tragende Tasche zum Mitführen persönlicher Gegenstände. Sie kann aus verschiedenen Materialien gefertigt sein, etwa Leder, Textil oder Synthetik.
In neuerer Zeit haben sich je nach Verwendungszweck und Form der Tasche Bezeichnungen wie Shopper, Wochenendtasche, Baguette, Clutch, Pochette und Messenger verbreitet. Auch die seit dem Mittelalter bekannte Gürteltasche und Rucksäcke werden heute häufig im Sinne einer Handtasche verwendet. In den 1970er und 80er Jahren kam die Herrenhandtasche in Mode.

## Geschichte

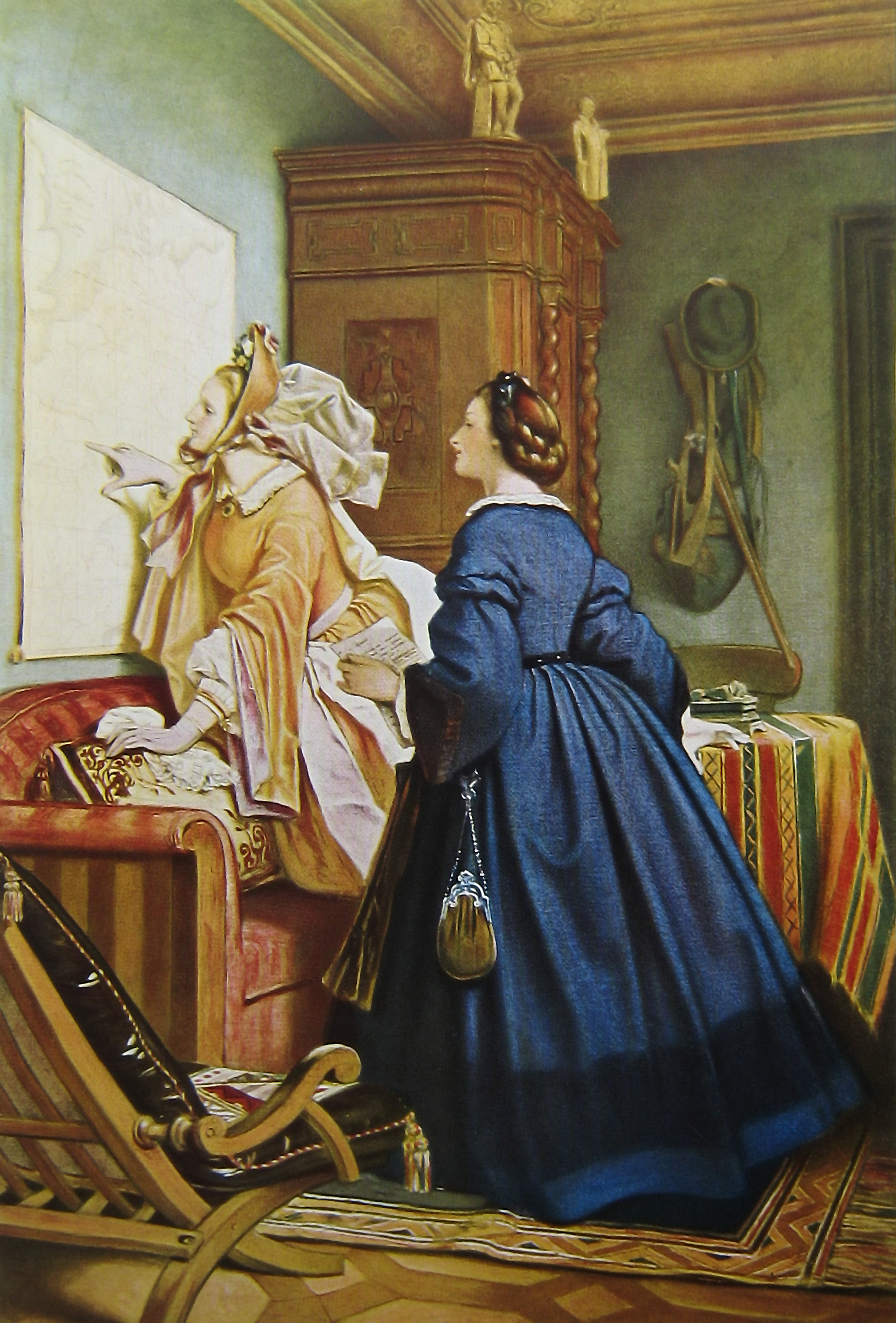
Eine Frau mit beutelförmiger, am Gürtel befestigter Handtasche, dargestellt von Moritz von Schwind, 1860

Frühe Formen von Taschen waren Geldbeutel (lat. sacculus), die in der Antike am Gürtel befestigt wurden. Im Mittelalter waren bei Männern und Frauen Beutel und Almosentaschen aus Stoff und Leder verbreitet, die ebenfalls am Gürtel befestigt wurden. Um 1000 begannen Männer Gürteltaschen zu tragen, eine flache Ledertasche mit Klappe. Anfang des 14. Jahrhunderts begann man, Gürtel und Tasche unter dem Obergewand zu tragen, das seitlich senkrechte Schlitze für den Zugriff erhielt. Im 15. und 16. Jahrhundert trugen Frauen ihre persönlichen Gegenstände am Châtelaine genannten Gürtel. Im 16. Jahrhundert hatten Frauen die Wahl zwischen Beuteln und flachen Ledertaschen mit Metallbügel, die vom Gürtel herabhingen, oder ein oder zwei unter dem weiten Rock versteckte Täschchen – auch auf dem Unterrock aufgenäht –, die durch einen Schlitz im Rock zu erreichen waren.
Im 18. Jahrhundert gehörte der Pompadour zur modischen Bekleidung. Das auch Ridikül genannte Accessoire war ein meist aus Seide genähter Beutel, der sich oben mit zwei Schnüren schließen ließ, die dann als Griff oder Schulterriemen dienten. Die Mode des Directoire mit ihren immer engeren und durchsichtigeren Gewändern machte schließlich den Gebrauch der Handtasche unumgänglich, weil die Taschen nicht mehr wie zuvor unter den Kleidern angebracht werden konnten. Männer nutzten den Muff als Tasche, verbreitet waren auch separate Jagd- und Satteltaschen.

### 19. Jahrhundert
Um 1805 hatten sich für Frauen, die das Mieder als Oberbekleidung trugen, Handtaschen endgültig etabliert. 1846 wurde der Metallrahmen erfunden, so dass sich die Handtasche in der Folge deutlich von ihren beutelförmigen Vorgängerinnen unterschied und eine größere praktische und modische Bedeutung erlangte. Als strapazierfähige Taschen mit Tragegriffen gefragt waren, die man auf Reisen mitnehmen konnte, wurden die ersten Handtaschen aus Leder gefertigt. Diese Taschen sahen eher wie ein kleiner Koffer aus und hatten erstmals einen Schnappverschluss.

### 20. Jahrhundert
Um 1910 waren sehr große, flache sogenannte Dokumententaschen mit Henkel verbreitet. Eidechsen-, Krokodil- und andere besondere Lederarten sowie Schwanenhaut kamen in Mode. Als Taschenformen gab es etwa Operntaschen, Silberkettchen-Taschen und Petit-Point-Taschen. Nach dem Ersten Weltkrieg war Leder knapp und teuer, so dass selbst bekannte Modehäuser sich mit Baumwollstoffen versuchten. Gleichzeitig nahm in den 1920er-Jahren der Anteil der verwendeten synthetischen Materialien extrem zu. Der von den Transportsäcken der kanadischen Armee übernommene Reißverschluss wurde 1923 salonfähig. Einen modischen Höhepunkt erlebten die minimalistisch gestalteten Etui-Taschen (Pochette), die entsprechend ihren Vorbildern aus dem 18. und 19. Jahrhundert eine Klappe ähnlich einem Kuvert hatten. In Mode waren außerdem die altbekannten Taschen mit der von einem Rahmen bestimmten Form. Hinzu kamen exotisch aussehende Tanz-Täschchen sowie aus Metallgliedern gefertigte, unten zum Teil mit Fransen verzierte Netztaschen. Handtäschchen aus Metallgliedern gab es schon seit dem frühen 18. Jahrhundert, sie blieben jedoch wegen der aufwändigen Handarbeit äußerst rar und wurden erst nach der Einführung der ersten Maschine zur Herstellung von Metallnetzgeweben im Jahr 1908 für die Allgemeinheit erschwinglich.

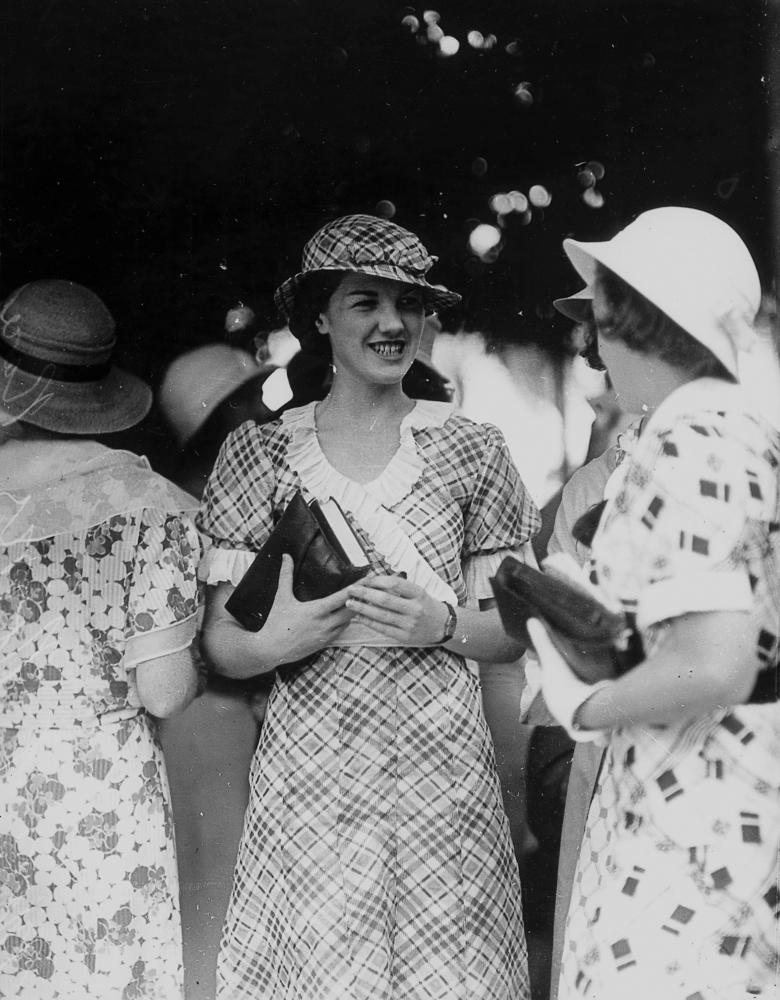
Zwei junge Frauen mit Clutch, Brisbane, 1933

Im Laufe der 1930er-Jahre wandelte sich das Taschen-Design allmählich, und die geometrischen Formen und Muster des Art déco wichen wieder einer verspielteren und zum Teil prunkvollen und auch künstlerisch hochwertigen Gestaltung. Dazu gehörten zum Beispiel Seidenapplikationen sowie kunstvolle Samt- und Chenille-Stickereien, und auch Schließen und Bügel wurden immer aufwändiger. Wegen der sinkenden Kaufkraft der Bevölkerung griffen die Hersteller aber auch immer häufiger auf Kunststoffe wie Zelluloid oder Bakelit zurück. Unterarmtaschen gehörten nach wie vor zu den bevorzugten Modellen; Abendtaschen mit antikisierenden Motiven in gedämpften Farbtönen waren der letzte Schrei. 1935 zeigte Elsa Schiaparelli transparente Taschen und solche in Schuh- und Muschelform. Ende der 1930er-Jahre wurden die Taschen größer und die Tragriemen länger. Schultertaschen und Umhängetaschen gaben der Trägerin „freie Hand“. Mit großen Taschen aus Leinen und synthetischen Materialien entsprachen die Hersteller den für breite Bevölkerungsschichten zunehmenden Möglichkeiten der Freizeitgestaltung.
In den 1950er-Jahren kamen aus den USA mit dem Geld für die Wirtschaft auch die modernen Materialien wie Nylon, PVC und Kunstleder, die das Bild entscheidend mitbestimmen sollten. Die Handtaschen zeigten in diesem Jahrzehnt meist kantiges Profil. Neben sich nach oben verjüngenden Rahmenhandtaschen mit breitem Boden bestimmten allerlei kasten- und schachtelförmige Behältnisse mit Griff, Bügel oder Schlaufe die Mode, so etwa die berühmte Kelly Bag und Chanel 2.55. Eine andere Antwort auf die Lederknappheit waren die geräumigen, aus Stroh und Bambus bestehenden Korbtaschen aus Italien, die auch in Amerika Furore machten. Die Handtaschen für die elegante Dame wurden wieder kleiner und zierlicher; Pompadours mit Schlaufe und Unterarmtaschen sowie Etui-Taschen für den Abend waren en vogue. Zur Hose, etwa in der Hippie-Mode wurden hingegen Schultertaschen getragen.

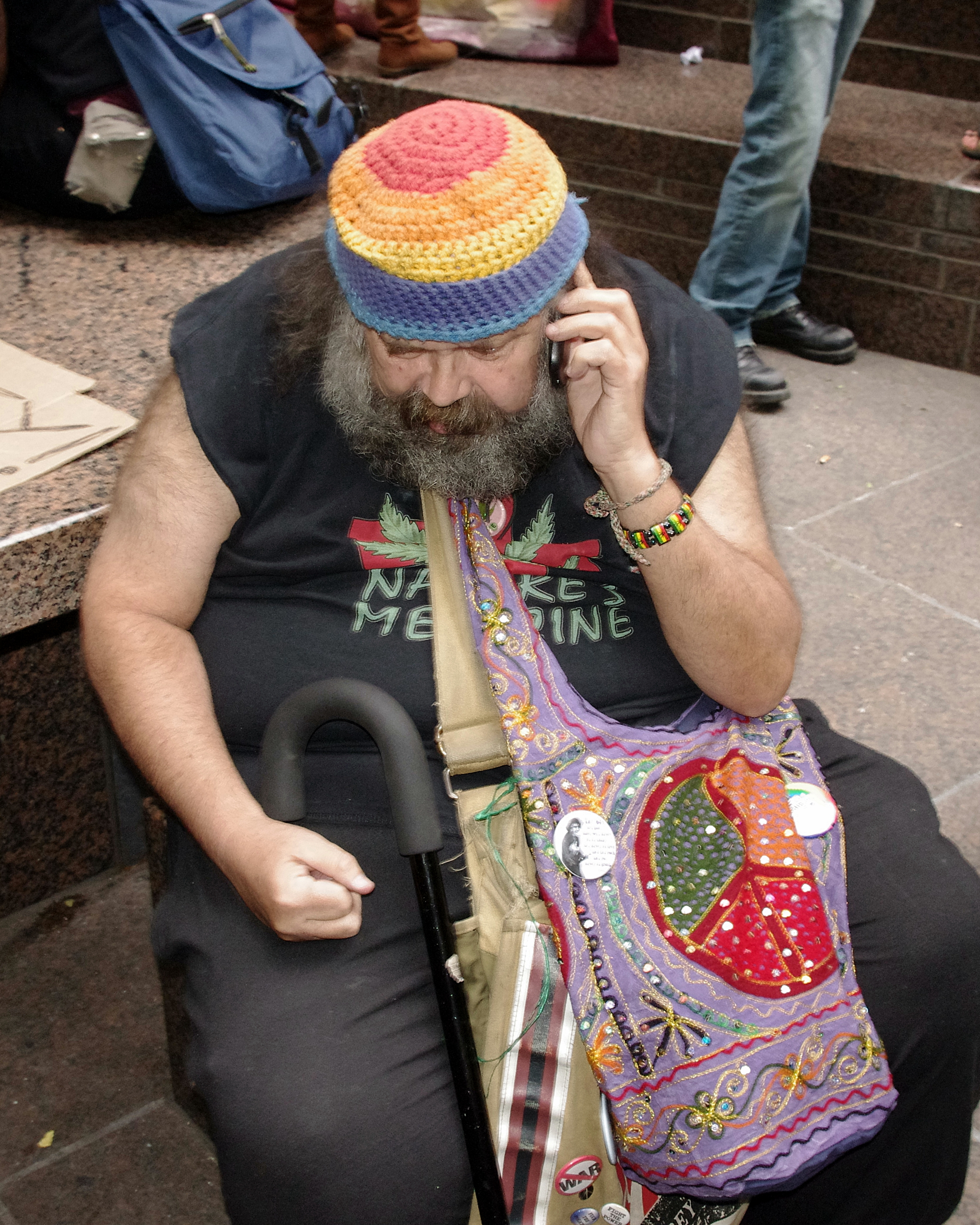
Mann mit Schultertaschen, New York, 2011

Reptillederwaren dürfen seit dem Washingtoner Artenschutzübereinkommen von 1976 nur noch mit einem Legalitätsnachweis gefertigt werden. Die Einschränkungen bei der Reptillederverarbeitung führte seitens der Lederwarenhersteller zur Entwicklung von Prägemethoden, die die Oberfläche von Rindsleder wie eine Krokodilhaut aussehen lassen.
Ab den 1970er- und 1980er-Jahren begannen Modeschöpfer wie Pierre Cardin, Paco Rabanne, Yves Saint Laurent, Gianni Versace, Judith Leiber, Paul Smith, Alexander McQueen, Lulu Guinness und Tom Ford neben ihren Prêt-à-porter-Kollektionen auch Handtaschen zu kreieren; Modemarken wie Gucci, Chanel, Dolce & Gabbana, Donna Karan, Miu Miu und Chloé boten neben ihren Modekollektionen auch immer wieder Handtaschenkollektionen an. Daraus entstand der Trend der modischen It-Bags, die Marke der getragenen Taschen wird zum Prestigesymbol. Die 1984 entworfene hochpreisige Birkin Bag wurde zum modernen Klassiker. 1997 löste Fendi mit der Baguette-Handtasche einen neuen Trend für feminine Handtaschen aus. Um 2000 waren Kuriertaschen und Bodybags beliebt, in den 2010er Jahren kamen Bauchtaschen wieder in Mode.

## Historische Handtaschenformen

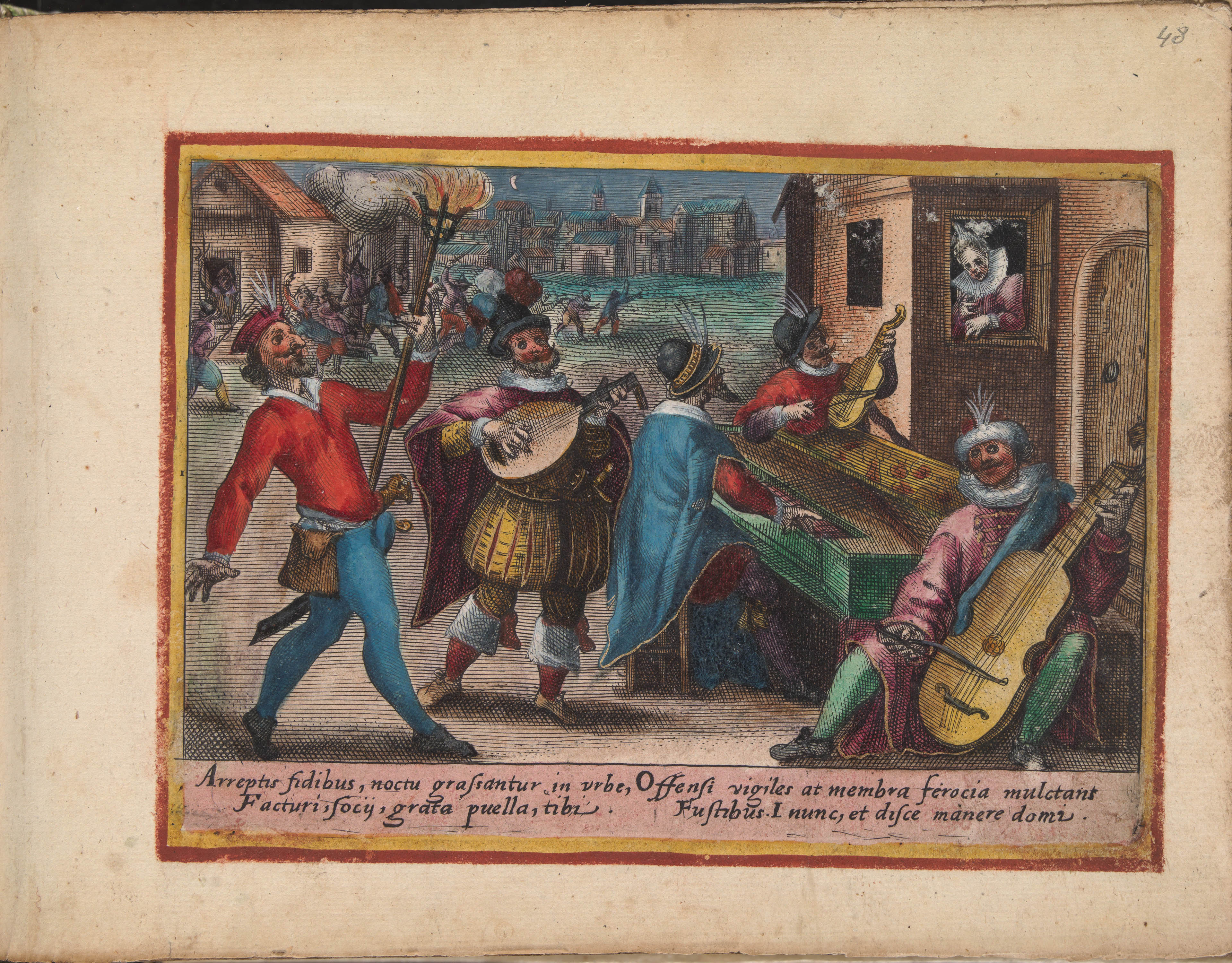
Mann mit Almosentasche, Stirpivm insignium nobilitatis, um 1612
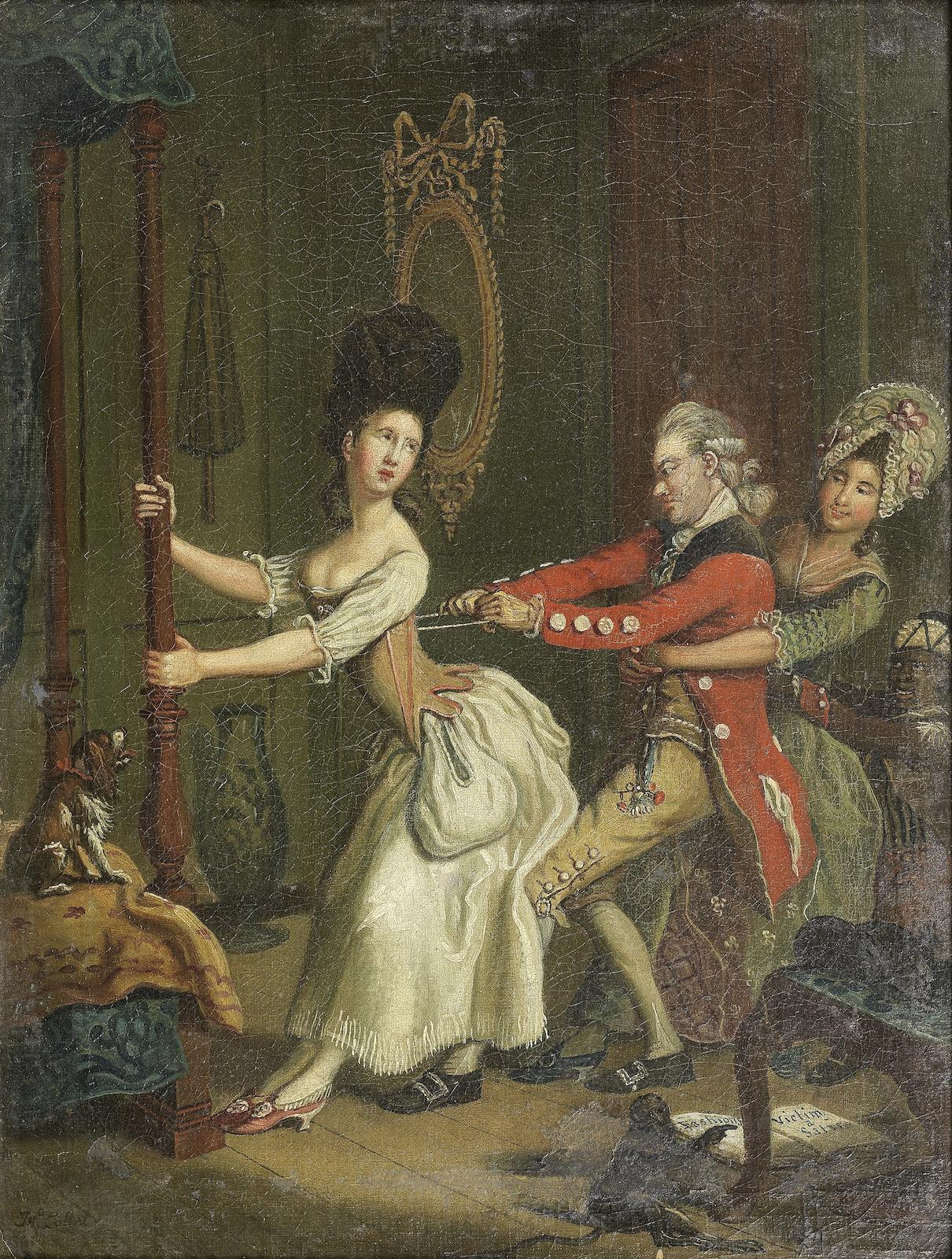
Unter der Oberbekleidung befestigte Gewandtasche, 18. Jahrhundert
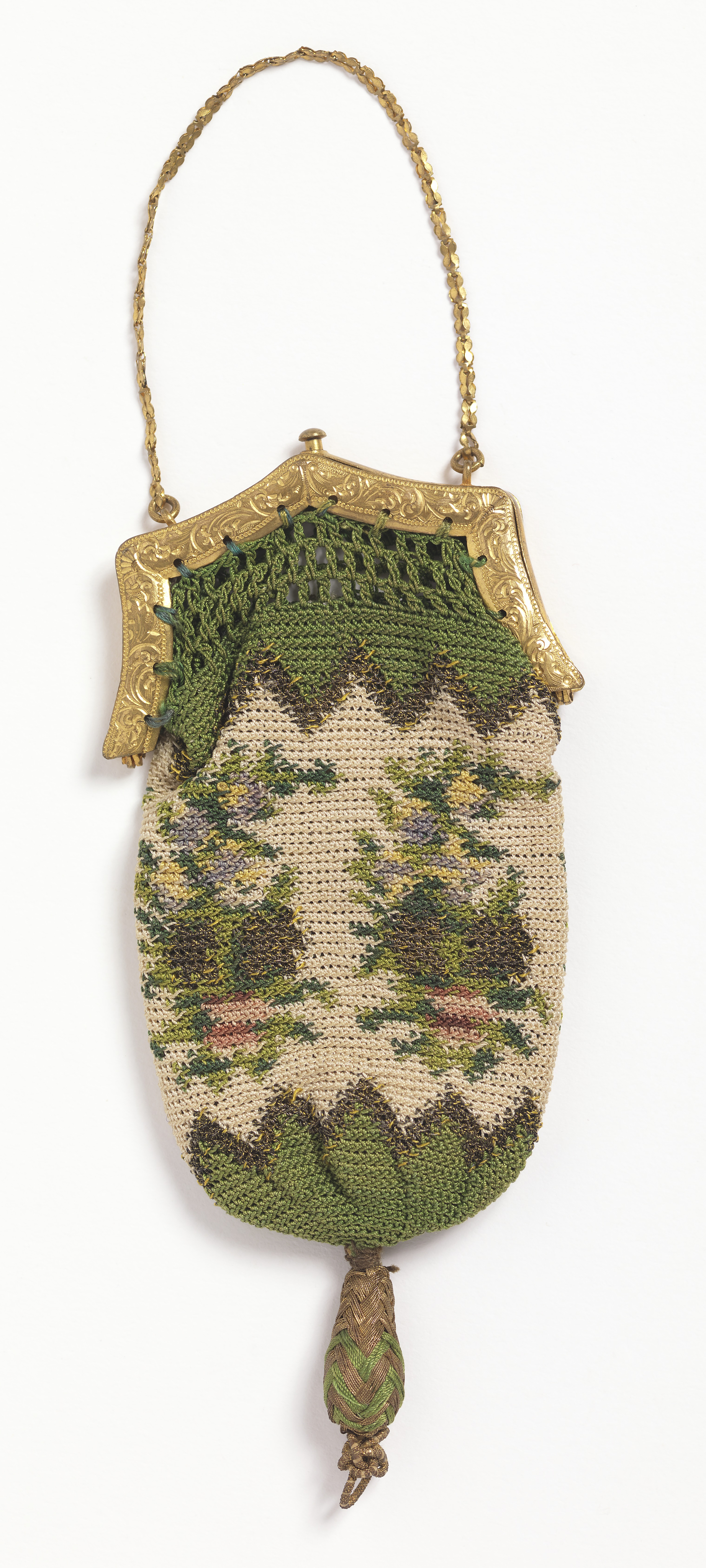
Handtasche aus Seide mit Metallverschluss, Frankreich, frühes 19. Jahrhundert
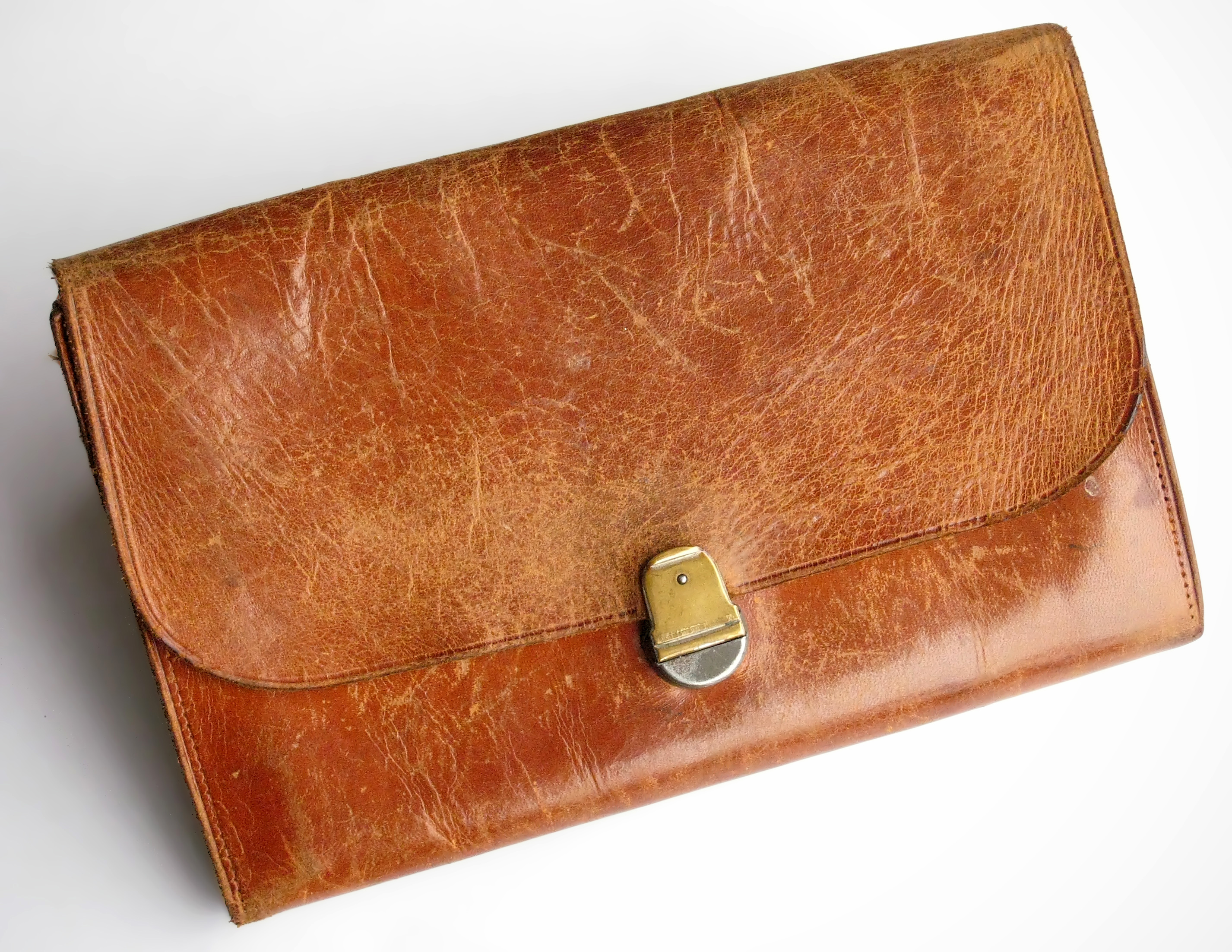
Mappe für Briefe und Dokumente (vor 1900), Vorläufer der Etui-Tasche
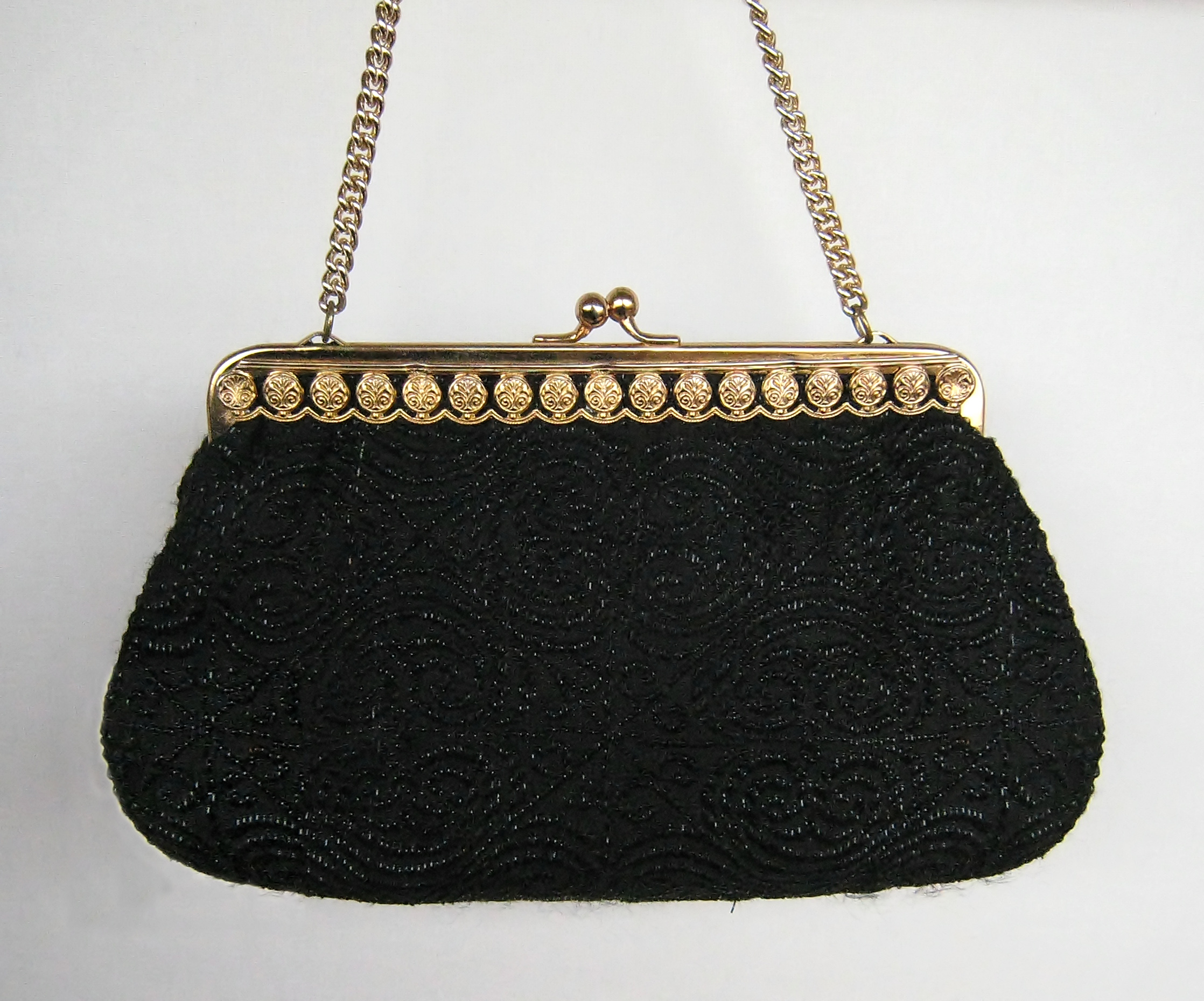
Abendtasche aus den 1940/50er Jahren
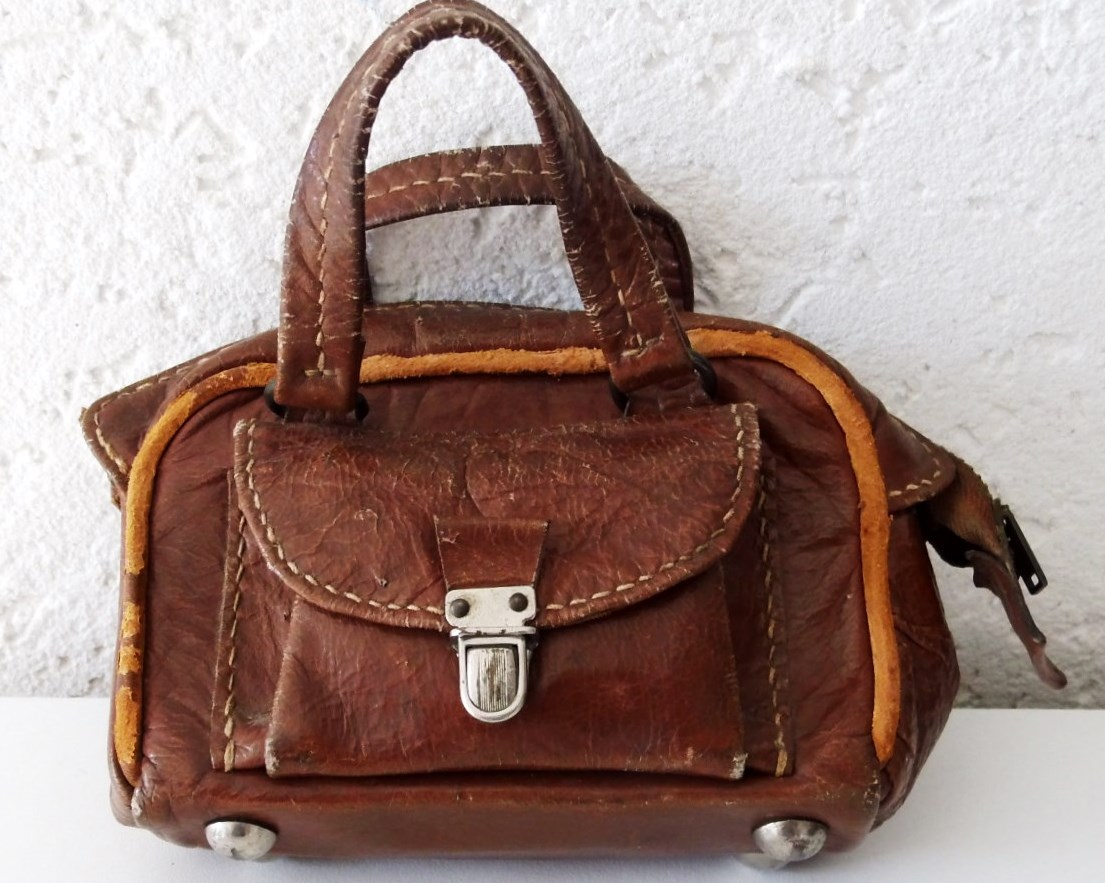
Puppenhandtasche (Täschner–Gesellenstück aus den 1950er Jahren)

## Moderne Handtaschenformen

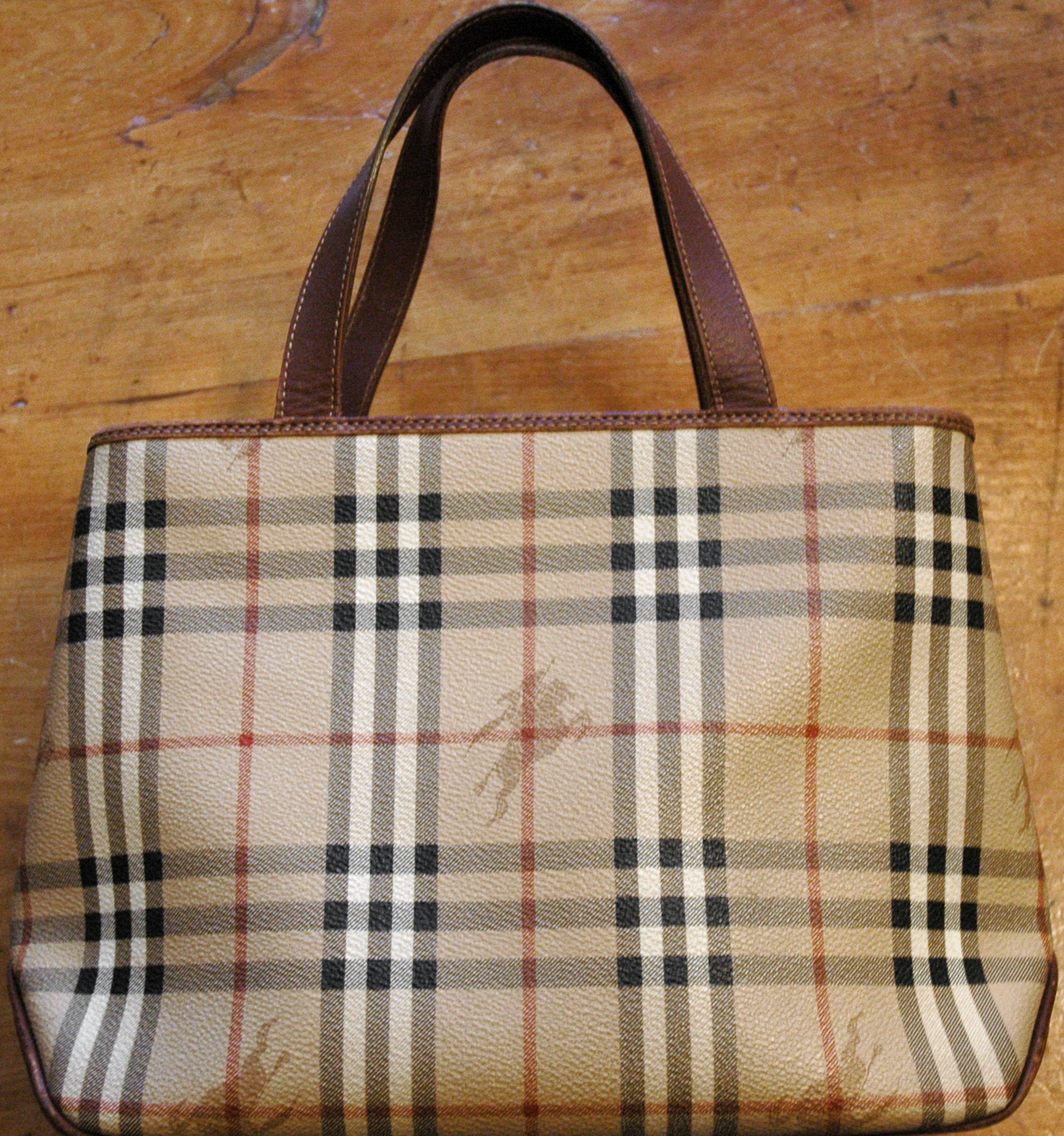
Tragetasche, auch Tote Bag genannt
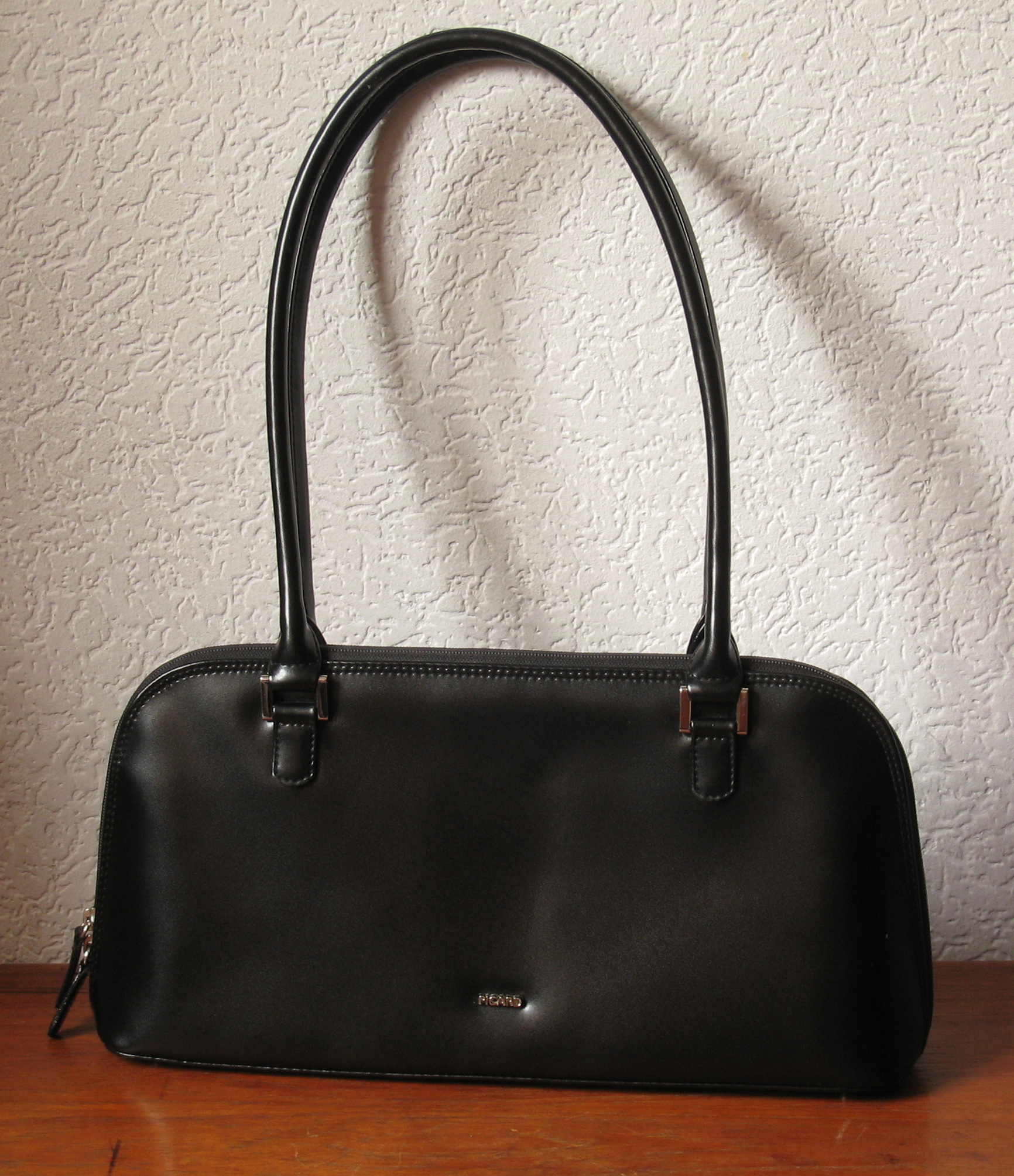
Baguette-Handtasche
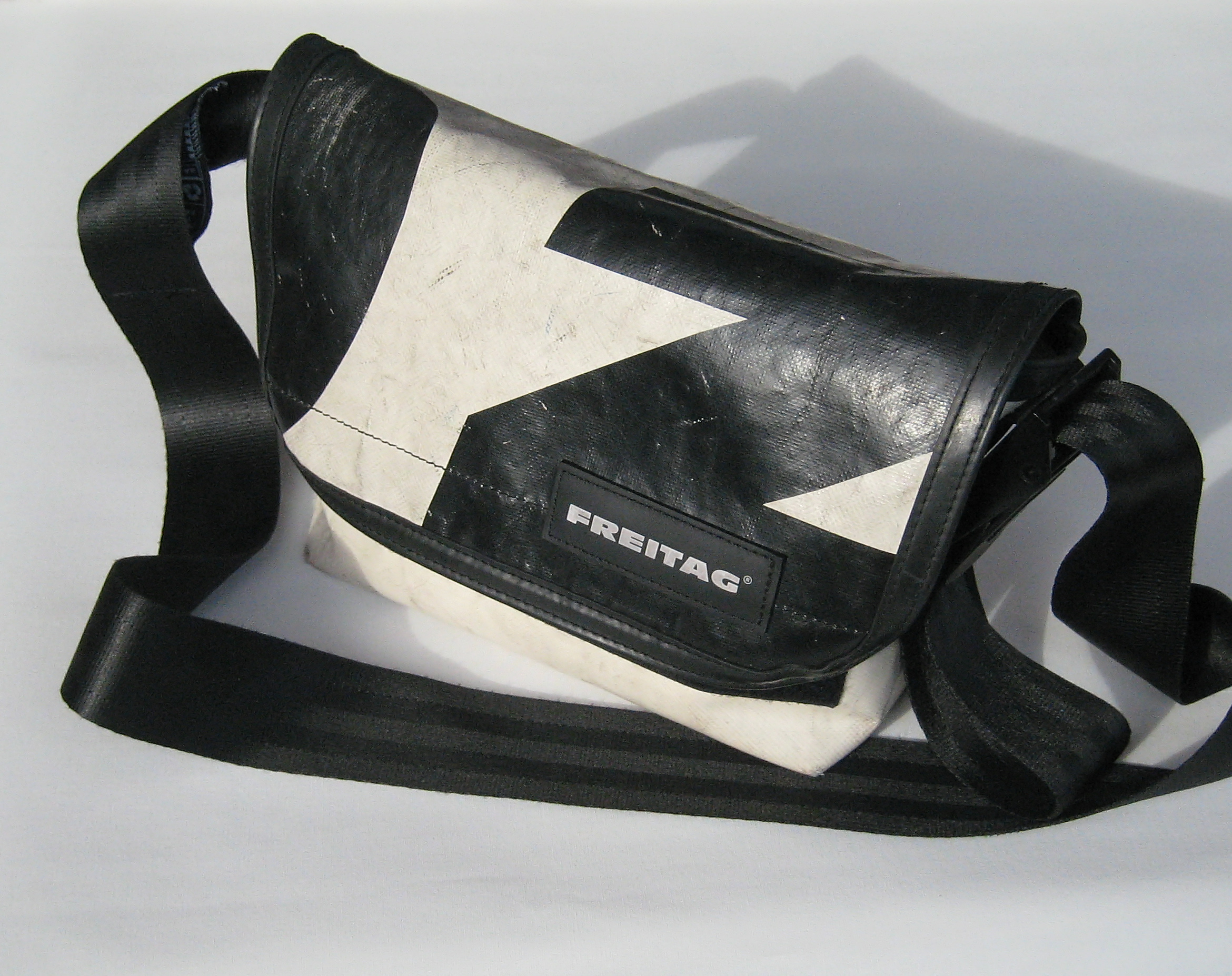
Kuriertasche, auch Messenger Bag genannt
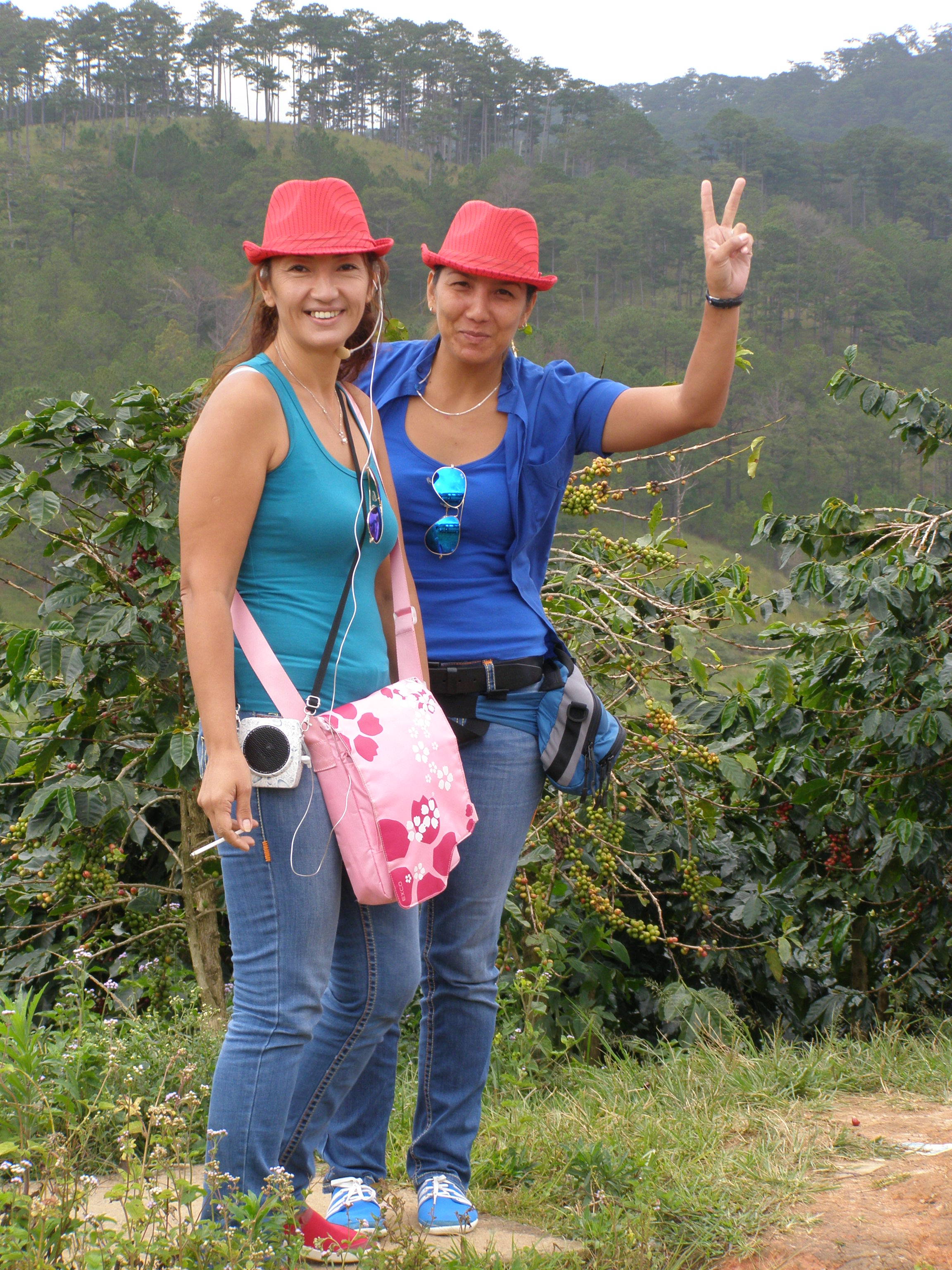
Zwei Frauen mit Umhängetasche (links) und Hüfttasche